# Борисовка (Аургазинский район)
Борисовка (баш. Борисовка) — деревня в Ибраевском сельсовете Аургазинского района Республики Башкортостан России.

## Население
| 2002 | 2009 | 2010 |
| ---- | ---- | ---- |
| 4    | ↘3   | ↗5   |

Согласно переписи 2002 года, преобладающая национальность — русские (100 %).

## Географическое положение
Расстояние до:
- районного центра (Толбазы): 12 км,
- центра сельсовета (Новофёдоровка): 5 км,
- ближайшей железнодорожной станции (Белое Озеро): 30 км.